# Палац Карла V
Палац Карла V (ісп. Palacio de Carlos V) — ренесансний палац короля Карла, побудований поряд з палацовими приміщенями мавританської альгамбри 13-14 століття і ніяк стилістично не пов'язаний з арабською архітектурою останнього.

## Історія
Король Іспанії Карл, і також імператор Священії Римської імперії Карл V, узяв у 1526 р. шлюб з Ізабелою Португальською, що доводилася йому двоюрідною сестрою. Карл V в Іспанії майже не жив, за що отримав прізвисько - «відсутній король». Але весілля пройшло в місті Севілья. Після одруження молодята перебралися в тиху Гранаду і декілька місяців прожили в апартаментах колишніх мавританський халіфів в Альгамбрі. Невеличкі приміщення чужинської для короля мавританської архітектури подобались екзотикою та незвичністю. Але жити в них не забажав, бо статус короля Іспанії та імператора примушував мати розкішну і велику за розмірами резиденцію.

### Проект палацу
Так виник задум створити новий і розкішний палац саме в Альгамбрі. На східній ділянці фортечного двору було порожнє місце, яке і відвели під майбутній палац.
Ще у 1520 р. з Риму в Іспанію повернувся Педро Мачука, уродженець міста Толедо, що вивчав в Італії архітектуру та живопис. Його запросили на працю в Королівську каплицю в Гранаду як художника. Посадовці дізнались про архітектурний хист Педро Мачука, тому проект нового палацу для короля доручили саме йому, виученику авторитетних архітекторів папи римського - Браманте, Рафаеля Санті, Мікеланджело Буонарротті.
Перебуваючи в Римі, Педро Мачука знав проекти архітекторів папи римського. Адже у 1505 р. почали формувати двори Ватикану за проектами Браманте. У 1515 р. в Римі постали гармонійні палаци Каффареллі та Джакомо да Брешиа (архітектор Рафаель Санті). Архітекторів дивували проектні креслення нового собору Св. Петра Браманте, величну архітектуру кого Рафаель Санті намалював як вже реально вибудовану на фресці «Афінська школа». Якщо правда, що Педро Мачука був близьким до майстерні Рафаеля, то він знав і грандіозний проект вілли для папи римського, відомий як вілла Мадама.

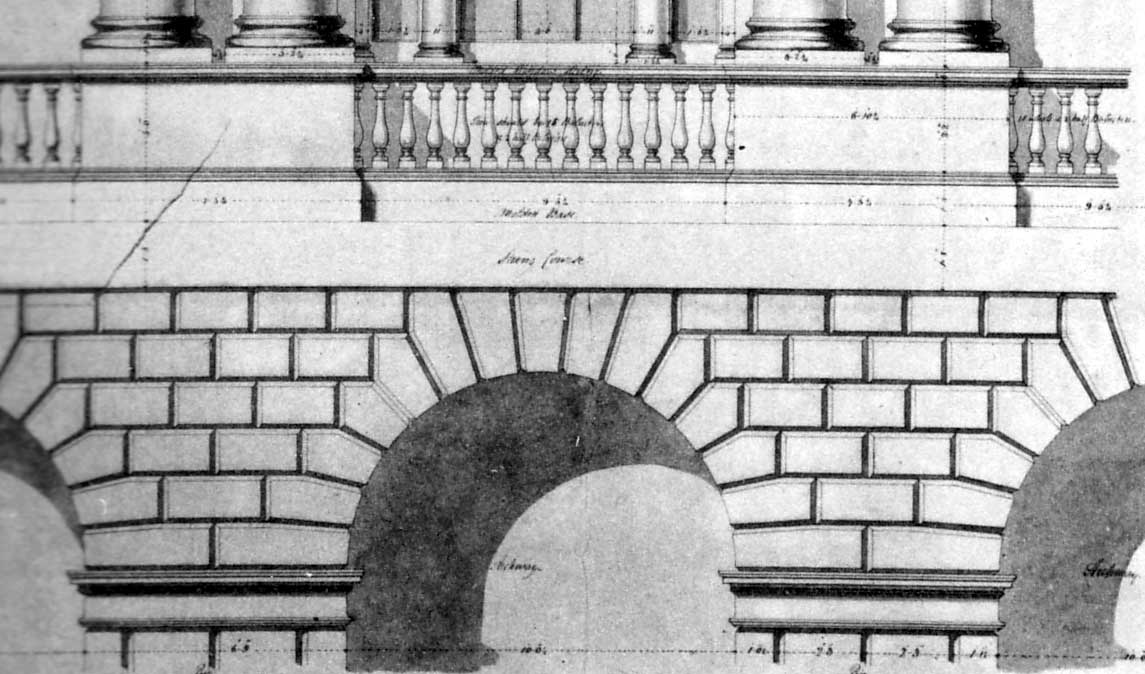
Браманте, проект фасаду палацу Рафаеля. фрагмент
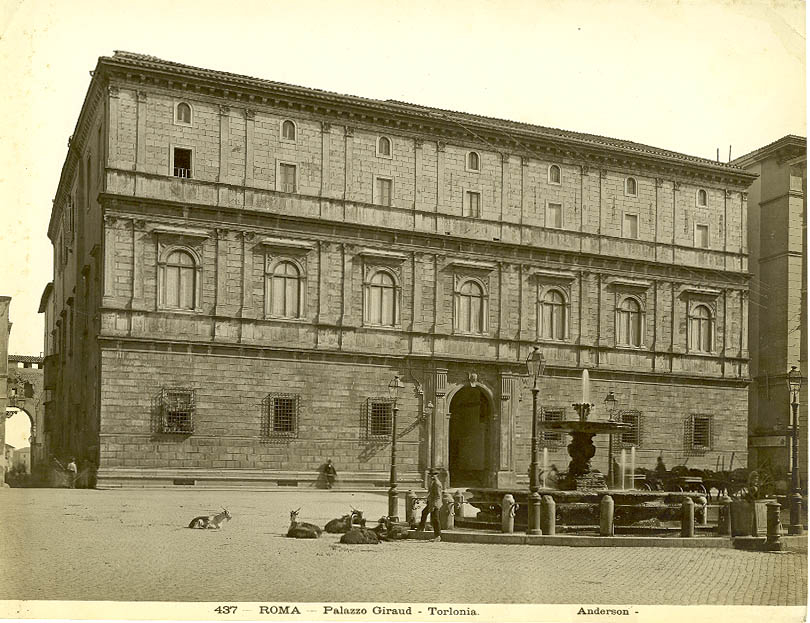
Арх. Браманте, палаццо Торлонія, Рим
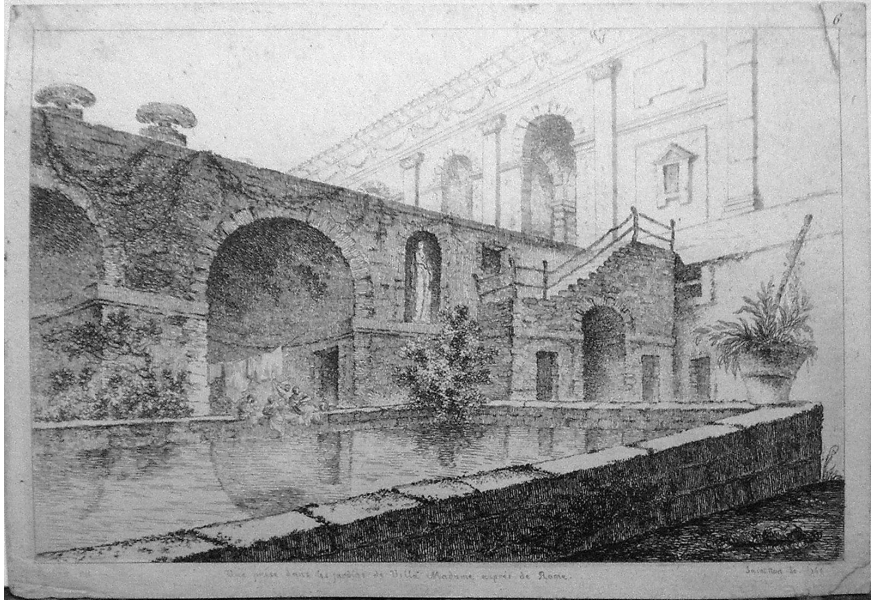
Вілла Мадама, гравер Жан Клод Рішар , 18 ст.

Всі вони мали симетричну побудову, велику за розмірами рустикацію першого поверху, напівколони чи пілястри на другому. Вілла Мадама за проектом Рафаеля дивувала відкритим круглим двором з колонадою, прибудованою до одного з фасадів вілли.
Талановитий учень римських архітекторів, Педро Мачука використав усі ці знахідки в своєму проекті. Палац був велетенських розмірів, перший поверх мав велетенський руст з отворами для вікон. Верхні поверхи прикрасили пілястри та вікна з розкішним обрамленням, що не поступалися красою та складністю деталей вікнам римських палаців. Центр фасаду підкреслював велетенський портал, де архітектор згустив декор з подвоєних напівколон, постаментів, вікон та скульптурних рельєфів. Велетенський чотирикутник падацу мав один, але великий Круглий двір, прикрашений колонадою у два яруси. Палац мав схожі елементи з палацами Риму, але по-своєму використані, з відступами від взірців Рафаеля чи Браманте, з творчими переробками та доповненнями в бік похмурої величі та розкоші.
Цей проект і прийняли для реалізації.

### Смерть архітектора і короля Карла V. Довгобуд.
Подібна архітектура вже тоді сприймалася як виняткова. Вона не мала нічого спільного зі звичною іспанською, з місцевим стилем платереско.
Парадний фасад палацу протягся на 63 метри. Але за рахунок надлюдського масштабу здавався ще довшим, зберігаючи пригнічуючий для глядача характер.
Нічого спільного не мала ця велетенська архітектура і з мавританською, впритул до якої її вибудували. Впадало у око і використання коштовних будівельних матеріалів (білий та сірий мармур), які теж не мали нічого спільного з різьбленим деревом, різьбленим тиньком та кольоровими кахлями мавританської Альгамбри.

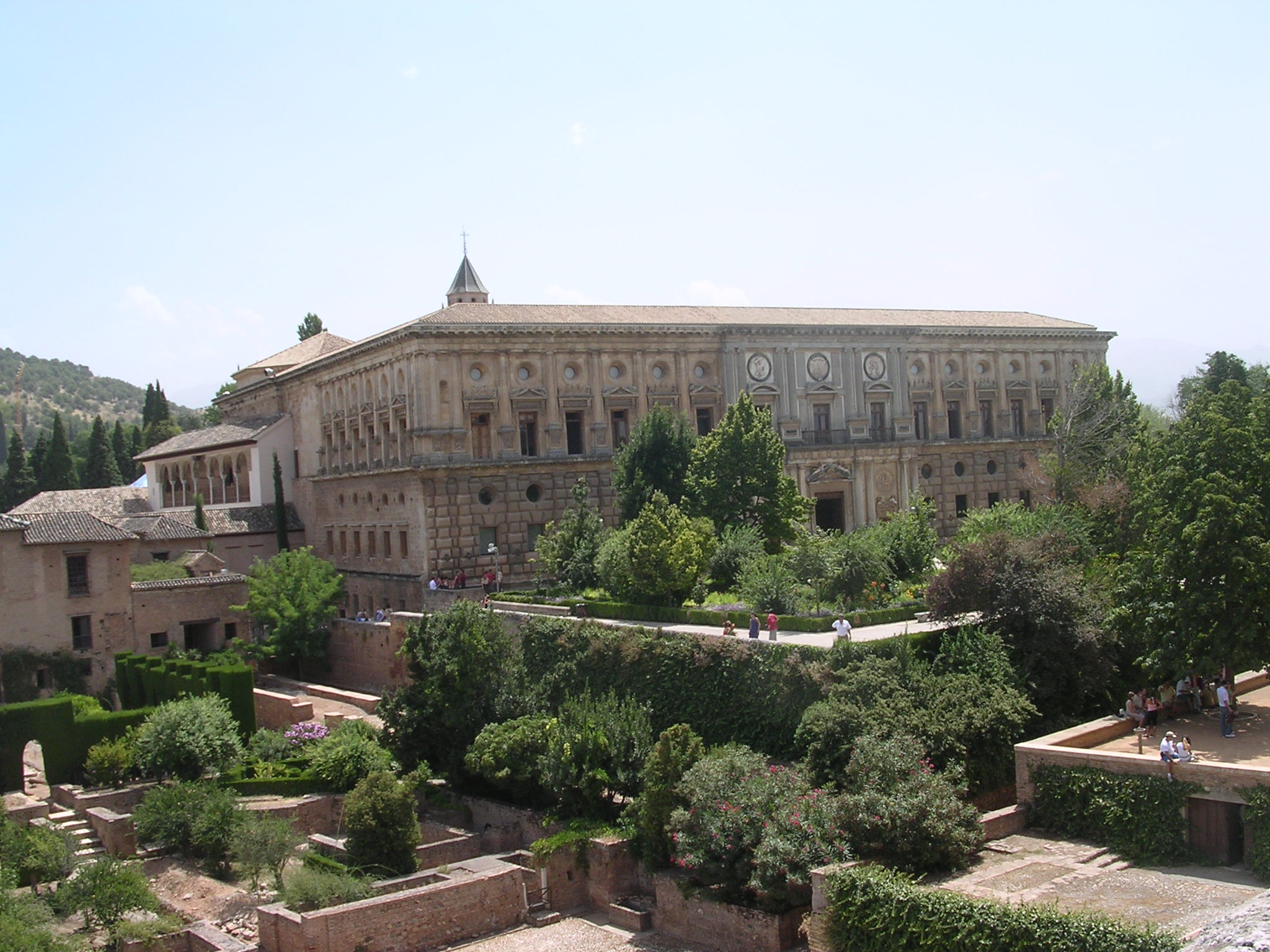
Східна частина Альгамбри з палацом Карла V
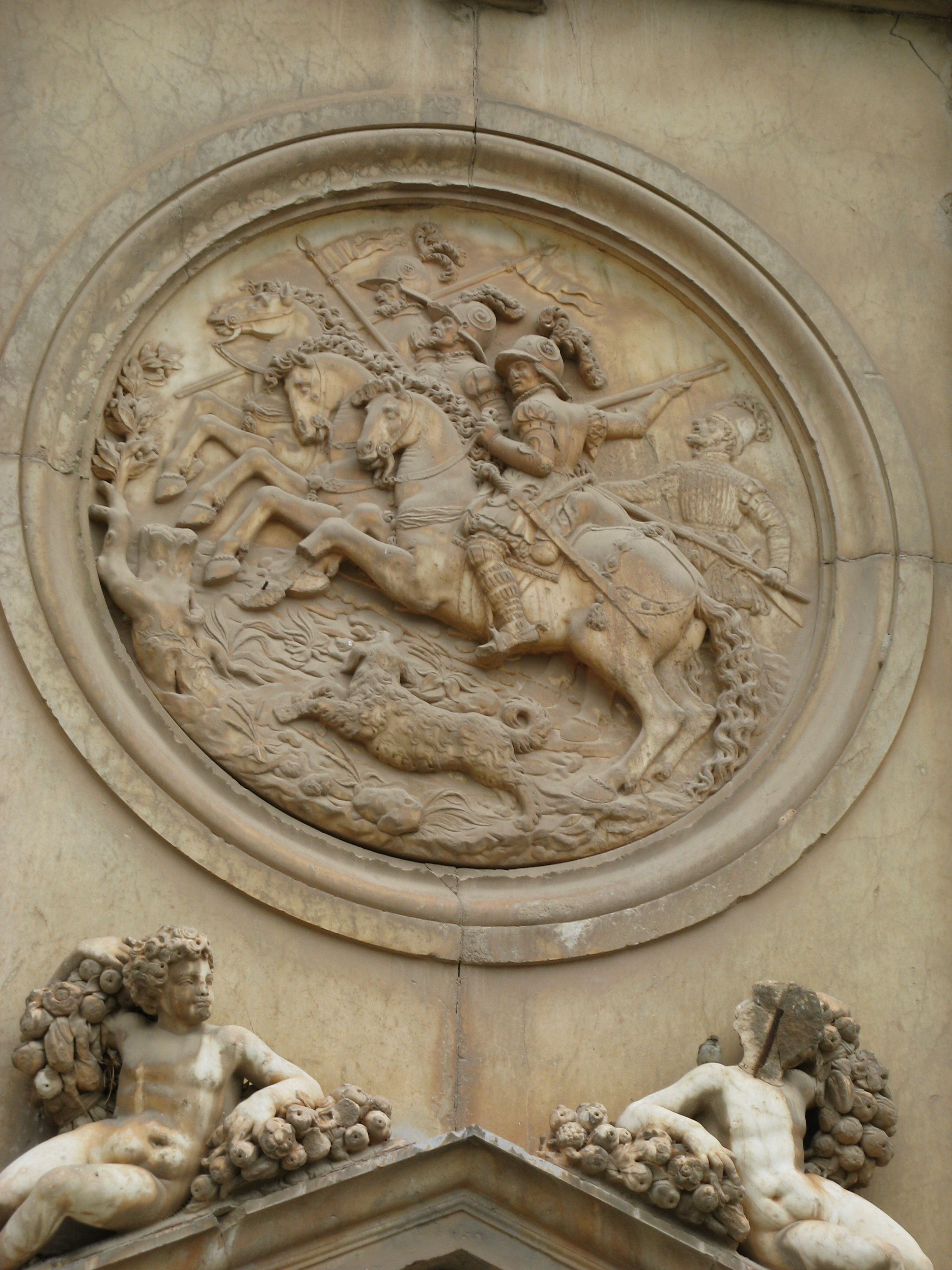
Скульптурний декор фасаду
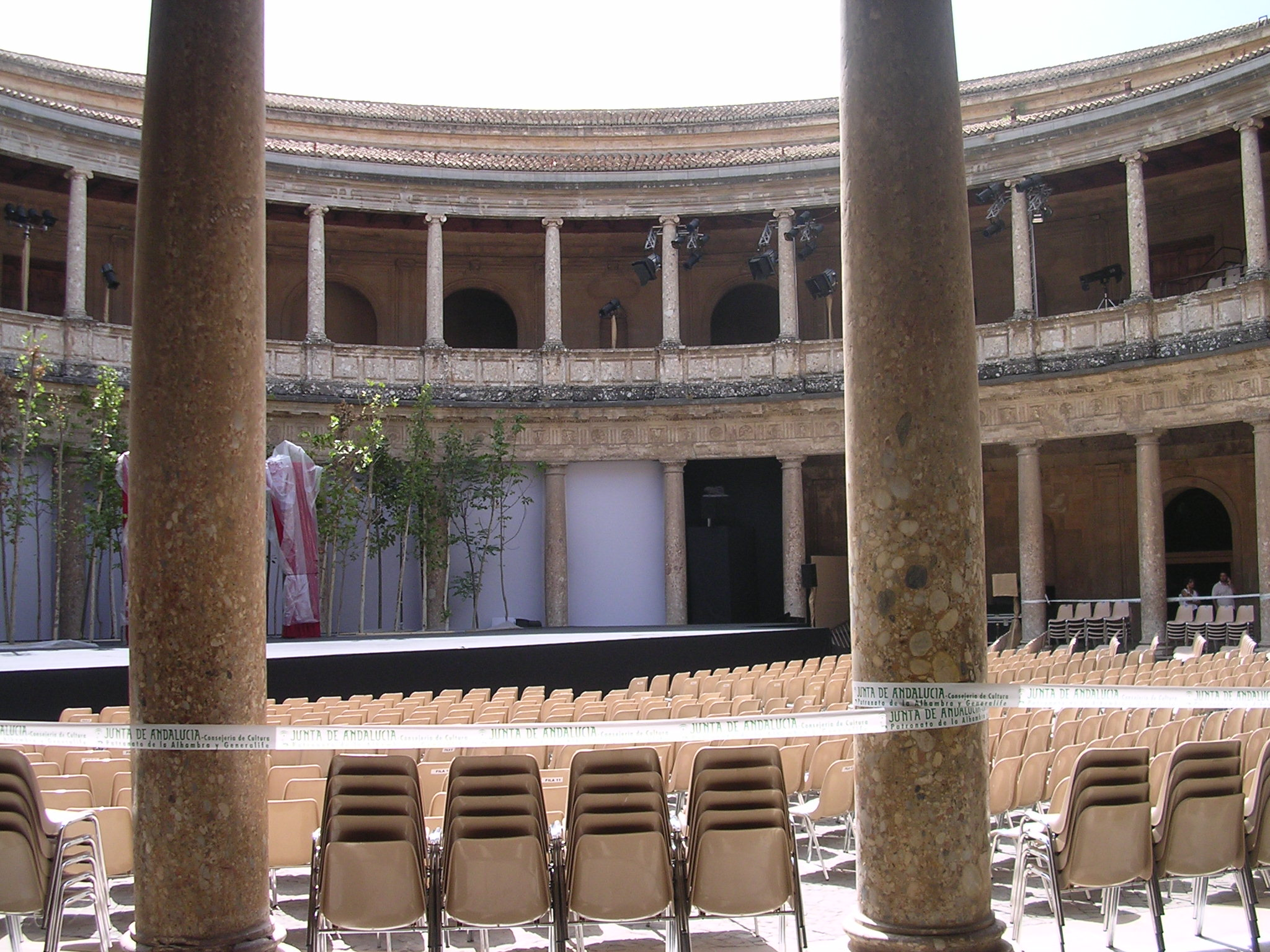
Круглий двір
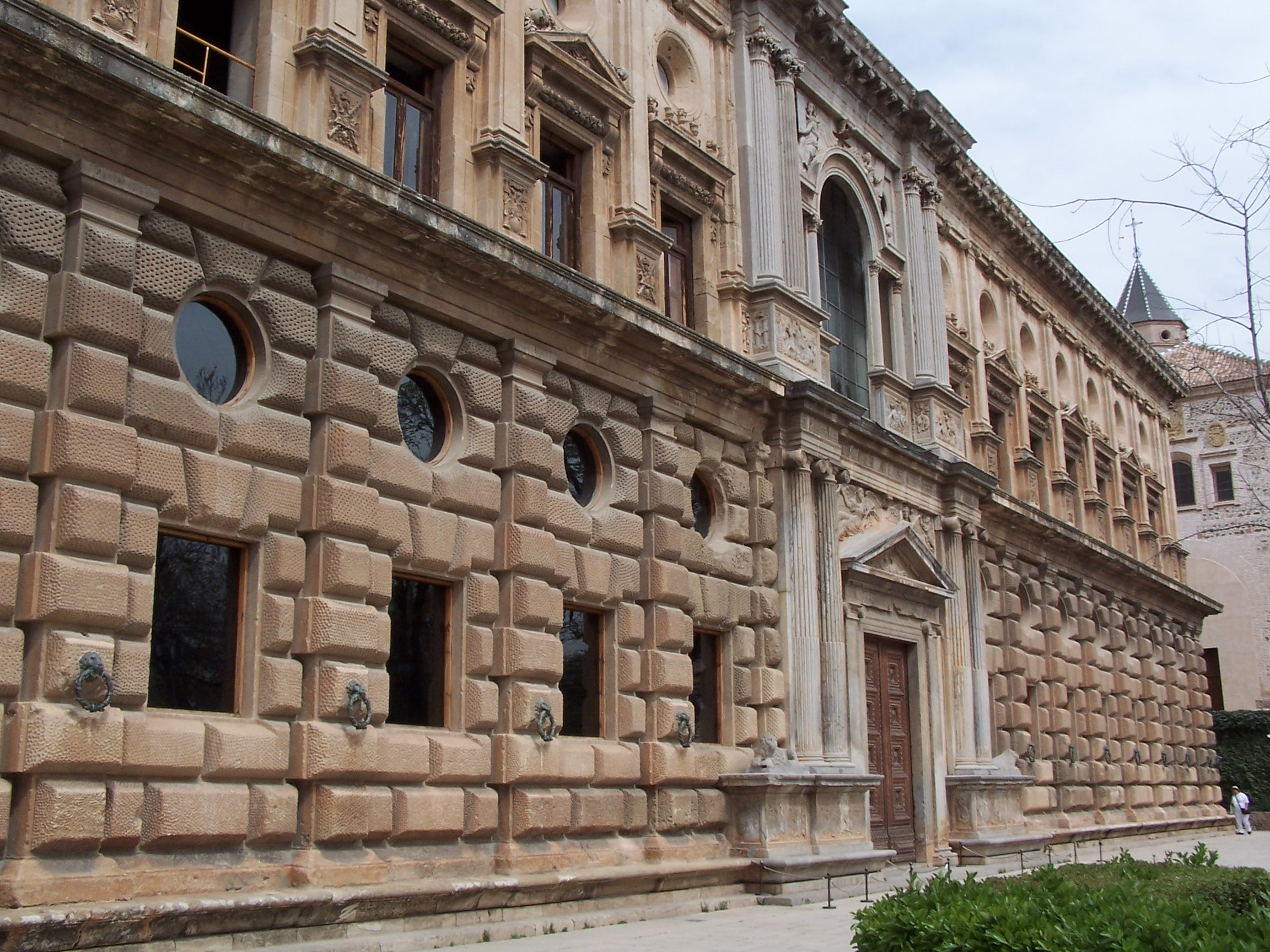
Велетенський фасад палацу Карла V

Сміливим за задумом, але невдалим був і заокруглений внутрішній двір палацу з довгими, монотонними колонадами. Поряд зі старенькими, близькими за масштабом до реальної людини будівлями арабської Альгамбри палац має вигляд нахабного, ні з чим не рахуючогося і жорстокого завойовника.

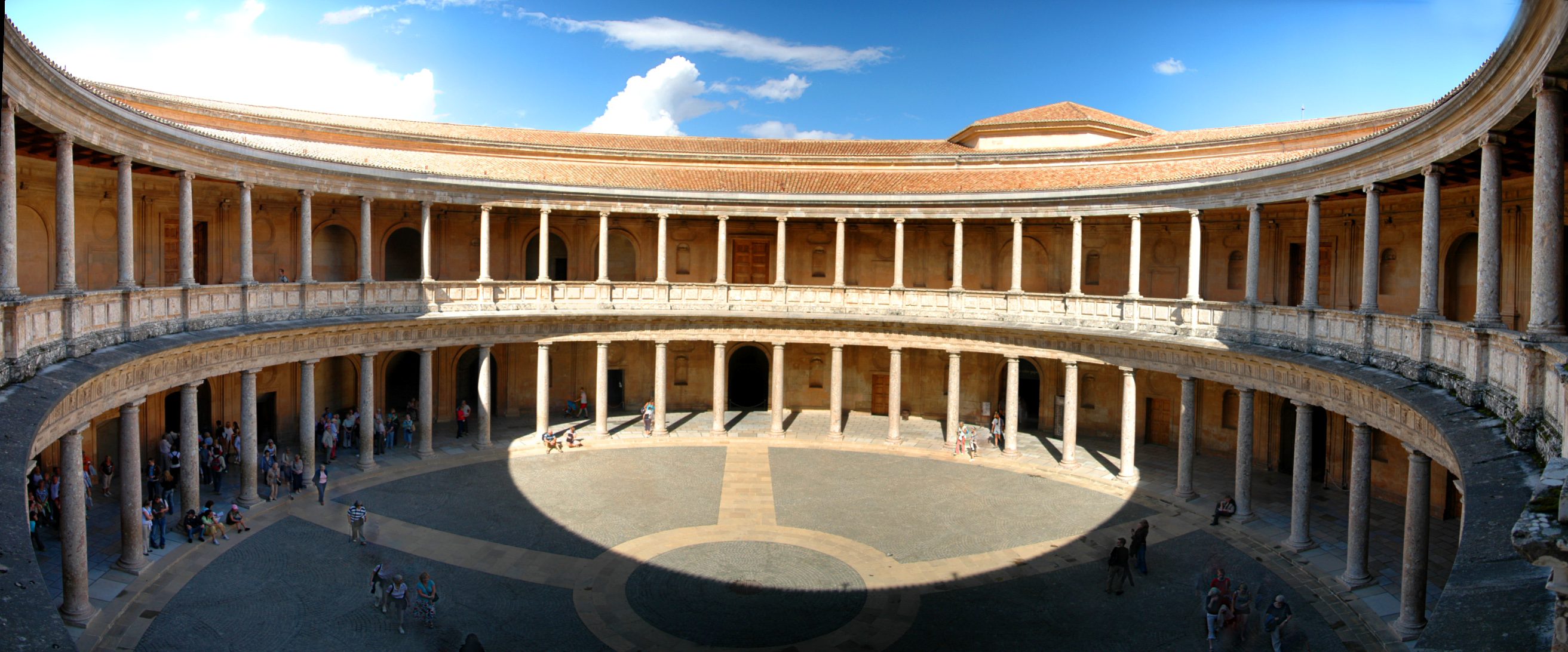
Круглий двір палацу Карла V

Будівництво вимагало значних коштів, які король віддавав неохоче, бо гроші були потрібні на війни. До того ж, він швидко охолов до далекого палацу, який в Іспанії йому не був дуже потрібним. У 1550 р. помер архітектор Педро Мачука, у 1558 - король Карл. Будівництво продовжив син архітектора - Луїс Мачука. Але будівництво припинили, а частка будівлі століттями стояла без даху.

### Подальша історія
Будівництво відновили в 17 ст.. але знов припинили. Повністю палац добудували лише в 20 столітті, коли той нарешті отримав єдиний дах.
Частку приміщень порожнього палацу з 1939 року використали як музей.
В місті Гранада у 1839 р. заснували музей з картинною галереєю. У 1941 р. було прийняте рішення перевезти його в палац Карла. У 2008 р. приміщення палацу пристосували під вимоги музею, назва якого - Музей красних мистецтв Гранади. Серед скарбів картинної галереї - картини Алонсо Кано та натюрморт, автор якого - уславлений художник Хуан Санчес Котан.